# Seznam kulturních památek ve Višňové (okres Liberec)
Tento seznam nemovitých kulturních památek v obci Višňová v okrese Liberec vychází z  Ústředního seznamu kulturních památek ČR, který na základě zákona č. 20/1987 Sb., o státní památkové péči, vede Národní památkový ústav jako ústřední organizace státní památkové péče. Údaje jsou průběžně upřesňovány, přesto mohou obsahovat i řadu věcných a formálních chyb a nepřesností či být neaktuální. 
Pokud byly některé části dotčeného území vyčleněny do samostatných seznamů, měly by být odkazy na tyto dílčí seznamy uvedeny v úvodu tohoto seznamu nebo v úvodu příslušné sekce seznamu.

## Višňová
|  | Kategorie „Višňová 41 (Liberec District) “ na Wikimedia Commons | Hledat fotografie a kategorie ve Wikimedia Commons podle rejstříkového čísla památky | Nahrát snímek k tomuto tématu do úložiště Wikimedia Commons |  |

|  | Kategorie „Višňová 75 (Liberec District) “ na Wikimedia Commons | Hledat fotografie a kategorie ve Wikimedia Commons podle rejstříkového čísla památky | Nahrát snímek k tomuto tématu do úložiště Wikimedia Commons |  |

|  | Kategorie „Višňová 18 (Liberec District) “ na Wikimedia Commons | Hledat fotografie a kategorie ve Wikimedia Commons podle rejstříkového čísla památky | Nahrát snímek k tomuto tématu do úložiště Wikimedia Commons |  |

|  | Kategorie „Church of Holy Spirit (Višňová) “ na Wikimedia Commons | Hledat fotografie a kategorie ve Wikimedia Commons podle rejstříkového čísla památky | Nahrát snímek k tomuto tématu do úložiště Wikimedia Commons |  |

|  |  | Hledat fotografie a kategorie ve Wikimedia Commons podle rejstříkového čísla památky | Nahrát snímek k tomuto tématu do úložiště Wikimedia Commons |  |

## Andělka
|  | Kategorie „Church of Saint Anne (Andělka) “ na Wikimedia Commons | Hledat fotografie a kategorie ve Wikimedia Commons podle rejstříkového čísla památky | Nahrát snímek k tomuto tématu do úložiště Wikimedia Commons |  |

|  | Kategorie „Andělka - smírčí kříž “ na Wikimedia Commons | Hledat fotografie a kategorie ve Wikimedia Commons podle rejstříkového čísla památky | Nahrát snímek k tomuto tématu do úložiště Wikimedia Commons |  |

## Filipovka
| Památka                     | Fotografie                                                    | Rejstříkové číslo v ÚSKP                                                             | Sídelní útvar                                               | Poloha                                                           | Popis a poznámky |
| --------------------------- | ------------------------------------------------------------- | ------------------------------------------------------------------------------------ | ----------------------------------------------------------- | ---------------------------------------------------------------- | --- |
| Usedlost čp. 10 (Q30787375) | \| \| \| \| \| \|                                             | 15558/5-4175 Pam. katalog MIS                                                        | Filipovka                                                   | Filipovka 10, st. 204 a 205 50°59′15,25″ s. š., 15°1′3,24″ v. d. | Areál venkovské usedlosti z počátku 19. století tvořený obytným domem a unikátní hrázděnou stodolou, v západní části osady. Usedlost je ve stejné parcelní pozici zachycena již na císařském otisku stabilního katastru z roku 1843. Dům se nachází jižně od místní komunikace, která ho odděluje od stodoly. - obytná budova čp. 10 - stodola na parcele st. 204 Památkově chráněno od 6. dubna 1966. |
|                             | Kategorie „Filipovka - usedlost čp. 10 “ na Wikimedia Commons | Hledat fotografie a kategorie ve Wikimedia Commons podle rejstříkového čísla památky | Nahrát snímek k tomuto tématu do úložiště Wikimedia Commons |                                                                  | |

## Poustka
| Památka                       | Fotografie        | Rejstříkové číslo v ÚSKP                                                             | Sídelní útvar                                               | Poloha                                                     | Popis a poznámky |
| ----------------------------- | ----------------- | ------------------------------------------------------------------------------------ | ----------------------------------------------------------- | ---------------------------------------------------------- | --- |
| Usedlost čp. 47 (Q30856655) · | \| \| \| \| \| \| | 54661/5-4486 Pam. katalog MIS                                                        | Poustka                                                     | Poustka 47, pp. 10/1 50°57′51,31″ s. š., 15°2′11,11″ v. d. | Venkovská usedlost. Barokní zemědělská usedlost měla obdélný půdorys, skládala se z obytného celku a stáje, v jejíž části byla později vybudována kaple. Roku 1982 byla na katastru evidována již jako zbořeniště. · Poznámka: Památka zanikla. Adresa již není k nalezení. Na snímku je parcela, kde dům stával. · Památkově chráněno od 7. dubna 1966. · Památková ochrana zrušena 1. ledna 1988. |
|                               |                   | Hledat fotografie a kategorie ve Wikimedia Commons podle rejstříkového čísla památky | Nahrát snímek k tomuto tématu do úložiště Wikimedia Commons |                                                            | |

## Předlánce
| Památka              | Fotografie                                             | Rejstříkové číslo v ÚSKP                                                             | Sídelní útvar                                               | Poloha | Popis a poznámky |
| -------------------- | ------------------------------------------------------ | ------------------------------------------------------------------------------------ | ----------------------------------------------------------- | --- | --- |
| Tvrziště (Q38045254) | \| \| \| \| \| \|                                      | 36864/5-4487 Pam. katalog MIS                                                        | Předlánce                                                   | pp. 289, 295, 296, 297 - návrší nad meandrem Smědé nad domy čp. 69, 35 a 70 50°58′46,82″ s. š., 15°2′2,46″ v. d. | Tvrz - tvrziště, archeologické stopy. Tvrziště v Předláncích na vyvýšené ostrožně nad meandrem řeky Smědé lze časově zařadit do přelomu 13. a 14. století, přičemž lokalita byla dále využívána i v pozdějším období, přinejmenším v průběhu 15. století. Lokalita byla opevněna dvojitým valem. Lokalita se nachází u domu čp. 70, je situována na ostrožně nad řekou Smědou. Ostrožna je oddělena od dalšího zvýšeného terénu úvozovou cestou a je přepažena příkopem. Opevnění snad bylo na exponovaném místě zesíleno dvojitým valem. Horní plocha ostrožny je z velké většiny zatravněna, svahy pak porostlé lesem. S největší pravděpodobností se jednalo o opevněný dvorec, tvrz drobného feudála. V současné době zahrada domu čp. 70. Památkově chráněno od 7. dubna 1966. |
|                      | Kategorie „Tvrziště (Předlánce) “ na Wikimedia Commons | Hledat fotografie a kategorie ve Wikimedia Commons podle rejstříkového čísla památky | Nahrát snímek k tomuto tématu do úložiště Wikimedia Commons | | |

## Saň
| Památka                           | Fotografie                                              | Rejstříkové číslo v ÚSKP                                                             | Sídelní útvar                                               | Poloha                                                                                    | Popis a poznámky |
| --------------------------------- | ------------------------------------------------------- | ------------------------------------------------------------------------------------ | ----------------------------------------------------------- | ----------------------------------------------------------------------------------------- | --- |
| Hradiště Loučná - Saň (Q38094148) | \| \| \| \| \| \|                                       | 23595/5-4176 Pam. katalog MIS                                                        | Saň                                                         | část pp. 988/1 - ostrožna v lese mezi Saní a Loučnou 50°59′22,6″ s. š., 15°0′13,39″ v. d. | Výšinné opevněné sídliště - hradiště Loučná - Saň, archeologické stopy. Drobné opevněné sídlo bylo vybudováno v období raného středověku, osídlení je na této lokalitě datováno od 9. do 10. století. Dnešní hradiště je svými rozměry nápadně malé. Areál je obehnán valovým opevněním, dodnes v terénu dostatečně znatelným. Severní, západní a jižní strana malé ostrožny chrání strmé svahy i umělé opevnění. Nejmohutnější opevnění se nachází na východní straně, jelikož ostrožna s hradištěm se nachází pod vrcholem Sedlákovy hory a terén z nejsnáze přístupné strany leží výše než vlastní opevněný areál. Východní val dosahuje výšky asi 2 m a u paty je široký až 10 m. Před tímto Valem byl vyhlouben široký příkop, oddělující ostrožnu od masivu Sedlákovy hory. Opevnění v ostatních úsecích je znatelně menší. Severní val dosahuje výšky 1-1,5 m, jižní jen několik desítek centimetrů. Původní umístění brány snad signalizuje přerušení v jižním valu. Na západní straně se opevnění nedochovalo. V ose západ–východ je jeho délka 34 m, šířka se pohybuje mezi 10 a 18 m. Plochu zaujímá cca 500 m čtverečních. Památkově chráněno od 6. dubna 1966. |
|                                   | Kategorie „Hradiště Loučná - Saň “ na Wikimedia Commons | Hledat fotografie a kategorie ve Wikimedia Commons podle rejstříkového čísla památky | Nahrát snímek k tomuto tématu do úložiště Wikimedia Commons |                                                                                           | |

## Víska
|  |  | Hledat fotografie a kategorie ve Wikimedia Commons podle rejstříkového čísla památky | Nahrát snímek k tomuto tématu do úložiště Wikimedia Commons |  |

|  | Kategorie „Víska (Višňová) - dům čp. 35 “ na Wikimedia Commons | Hledat fotografie a kategorie ve Wikimedia Commons podle rejstříkového čísla památky | Nahrát snímek k tomuto tématu do úložiště Wikimedia Commons |  |

|  |  | Hledat fotografie a kategorie ve Wikimedia Commons podle rejstříkového čísla památky | Nahrát snímek k tomuto tématu do úložiště Wikimedia Commons |  |

|  |  | Hledat fotografie a kategorie ve Wikimedia Commons podle rejstříkového čísla památky | Nahrát snímek k tomuto tématu do úložiště Wikimedia Commons |  |

|  | Kategorie „Víska če. 1 (Višňová) “ na Wikimedia Commons | Hledat fotografie a kategorie ve Wikimedia Commons podle rejstříkového čísla památky | Nahrát snímek k tomuto tématu do úložiště Wikimedia Commons |  |